# Yvonne Saunders
Yvonne Saunders (verheiratete Mondesire; * 9. Oktober 1951) ist eine ehemalige kanadische Sprinterin und Mittelstreckenläuferin jamaikanischer Herkunft.
Bei den British Commonwealth Games 1970 in Edinburgh wurde sie Achte im Fünfkampf und mit der jamaikanischen Mannschaft Fünfte in der 4-mal-100-Meter-Staffel. 
1971 gewann sie bei den Zentralamerika- und Karibikmeisterschaften jeweils Bronze über 400 m und im Weitsprung. Bei den Panamerikanischen Spielen in Cali holte sie weitere Bronzemedaillen über 400 m und mit der jamaikanischen Mannschaft in der 4-mal-400-Meter-Staffel; im Weitsprung wurde sie Fünfte.
Bei den Olympischen Spielen 1972 in München erreichte sie über 400 m das Halbfinale und schied in der 4-mal-400-Meter-Staffel im Vorlauf aus.
Von 1973 ab startete sie für Kanada, wo sie seit 1968 lebte. Bei den British Commonwealth Games 1974 in Christchurch siegte sie über 400 m und gewann mit der kanadischen 4-mal-400-Meter-Stafette Bronze.
Bei den Olympischen Spielen 1976 in Montreal schied sie über 800 m im Vorlauf aus und kam in der 4-mal-400-Meter-Staffel auf den achten Platz.
Der Boykott Kanadas verhinderte 1980 eine weitere Olympiateilnahme. Beim ersatzweise abgehaltenen Liberty Bell Classic siegte sie über 800 m.
1970 sowie 1973 wurde sie Kanadische Meisterin über 400 m und 1970 im Weitsprung.

## Persönliche Bestzeiten
- 400 m: 51,67 s, 26. Januar 1974, Christchurch
- 800 m: 2:00,14 min, 3. Juli 1975, Oslo